# Nørre Lyndelse Sogn
Nørre Lyndelse Sogn er et sogn i Midtfyn Provsti (Fyens Stift).
I 1800-tallet var Højby Sogn anneks til Nørre Lyndelse Sogn. Begge sogne hørte til Åsum Herred i Odense Amt. Trods annekteringen var de to selvstændige sognekommuner. Nørre Lyndelse blev ved kommunalreformen i 1970 indlemmet i Årslev Kommune, der ved strukturreformen indgik i Faaborg-Midtfyn Kommune.
I Nørre Lyndelse Sogn ligger Nørre Lyndelse Kirke.
I sognet findes følgende autoriserede stednavne:
- Bramstrup (bebyggelse, ejerlav, landbrugsejendom)
- Dømmestrup (bebyggelse, ejerlav)
- Dømmestrup Kohave (bebyggelse)
- Freltofte (bebyggelse, ejerlav)
- Højene (bebyggelse)
- Lindeskov (bebyggelse)
- Lumby (bebyggelse, ejerlav)
- Lumbyholm (bebyggelse)
- Musehuse (bebyggelse)
- Nørre Lyndelse (bebyggelse, ejerlav)

Komponisten Carl Nielsens fødeby.
- Sortelung (bebyggelse)
- Spanget (bebyggelse)
- Søsted (bebyggelse, ejerlav)
- Trindelhøj (bebyggelse)